# 比丘拉區
50°35′N 107°36′E / 50.583°N 107.600°E
比丘拉區（俄语：Бичурский район），是俄羅斯的一個區，位於該國南部，由布里亞特共和國負責管轄，始建於1935年2月11日，面積6,201平方公里，2010年人口25,352，人口密度每平方公里4.09人。